# Long (Somme)
Long település Franciaországban, Somme megyében. Lakosainak száma 599 fő (2022. január 1.). Long Ailly-le-Haut-Clocher, Bouchon, Cocquerel, L’Étoile, Fontaine-sur-Somme, Longpré-les-Corps-Saints és Villers-sous-Ailly községekkel határos.

## Népesség
A település népességének változása:
| Lakosok száma | 639  | 627  | 633  | 621  | 619  | 618  | 618  | 608  | 599  |
|               | 2013 | 2015 | 2016 | 2017 | 2018 | 2019 | 2020 | 2021 | 2022 |